# Alfonso Guerra
Pour les articles homonymes, voir Guerra.
Alfonso Guerra González, né le 31 mai 1940 à Séville, est un homme politique espagnol membre du Parti socialiste ouvrier espagnol (PSOE).
Il est nommé secrétaire à l'Organisation du PSOE en 1976 et élu député de Séville aux Cortes Generales l'année suivante. En 1979, il est désigné porte-parole parlementaire et vice-secrétaire général du parti.
Ayant abandonné ses fonctions au groupe en 1981, il devient en 1982 vice-président du gouvernement. Il exerce cette fonction pendant plus de huit ans, se voyant contraint de démissionner en 1991. En 1997, il quitte son poste à la direction du PSOE.
Président de la commission constitutionnelle du Congrès entre 2004 et 2011, puis de la commission des Budgets, il met un terme à sa vie politique en 2015, après plus de 37 années consécutives de mandat parlementaire.

## Biographie

### Jeunesse et formation
Il est issu d'une famille nombreuse et modeste de Séville.
Diplômé en génie industriel, il enseigne le dessin à l'université du travail de Séville. Il suit ensuite les enseignements de licence en philosophie et lettres.

### Carrière politique

#### Débuts rapides en politique
Il adhère aux Jeunesse socialistes en 1960, puis au PSOE — alors clandestin — en 1962. Il milite au sein de la fédération d'Andalousie. Il intègre la commission exécutive en 1970.

#### Ascension dans l'appareil
En 1975, il devient secrétaire à la Presse du parti, se voyant également chargé d'organiser le XXVIIIe congrès, organisé à Madrid en décembre 1976. C'est donc le premier à se réunir en Espagne depuis la guerre civile. À cette occasion, il est désigné secrétaire à l'Organisation, ce qui en fait le numéro deux après le secrétaire général Felipe González.

### Première élection aux Cortes
Au cours des élections constituantes du 15 juin 1977, il est élu à 37 ans député de la circonscription de Séville. Durant la législature, son rôle dans la rédaction de la Constitution espagnole de 1978, avec Fernando Abril Martorell, est fondamentale pour la rédaction d'un texte consensuel. Il n'est cependant pas considéré comme un des « pères de la Constitution », ce titre symbolique revenant aux sept parlementaires du groupe de travail désigné à cet effet.
À la suite des élections législatives du 1er mars 1979, il succède à González comme porte-parole du groupe socialiste, qui siège dans l'opposition. Le 29 septembre suivant, il accède au poste nouvellement créé de vice-secrétaire général du PSOE. Il abandonne la direction du groupe parlementaire à Javier Sáenz de Cosculluela le 3 novembre 1981.

#### Vice-président du gouvernement
Aux élections générales anticipées du 28 octobre 1982, le PSOE obtient une large majorité dans les deux chambres des Cortes Generales avec 202 sièges sur 350 au Congrès des députés et 134 élus sur 208 au Sénat. Cette victoire nette est notamment due à la bonne tenue du Parti socialiste par le duo que forment González et Guerra.
Le 3 décembre, Alfonso Guerra est nommé à 42 ans vice-président du gouvernement. Il est confirmé dans ses fonctions en 1986, puis 1989.

### Passage au second plan
Il est contraint de remettre sa démission le 14 janvier 1991, après que son frère a déclenché sa mise en cause dans une affaire de corruption. Il établit alors le record de longévité pour un vice-président du gouvernement. Il conserve son mandat parlementaire et ses fonctions dans l'appareil. Le 21 juin 1997, Joaquín Almunia prend la direction du parti et supprime la fonction de vice-secrétaire général.
Toujours député, Alfonso Guerra est élu président de la commission constitutionnelle du Congrès après que le PSOE a retrouvé le pouvoir aux élections générales du 14 mars 2004. Il est confirmé dans ces responsabilités en 2008. Après les élections générales anticipées du 20 novembre 2011, qui voient les socialistes retourner dans l'opposition, il se voit confier la présidence de la commission des Budgets.

#### Fin de vie politique
Il démissionne le 14 janvier 2015 et met un terme à sa vie politique. Il détient alors le record du nombre d'élections au Congrès, onze consécutives, et de longévité parlementaire, ayant passé plus de trente-sept années sur les bancs des Cortes.
En juillet 2017, le secrétaire général du PSOE Pedro Sánchez décide de le révoquer de son poste de président de la fondation Pablo Iglesias, entité culturelle revendiquant les pensées socialistes. Il est remplacé par José Félix Tezanos.

## Publications
Deux livres de mémoires :
- Quand le temps nous atteint - Mémoires de 1940 à 1982. Madrid. Espasa, 2005
- En laissant les vents derrière nous - Mémoires de 1982 à 1991. Memorias 1982-1991. Madrid. Espasa, 2006

Deux livres de théories politiques :
- La démocratie blessée. Madrid, Espasa, 1997
- Dictionnaire de la Gauche. Madrid, Planeta, 1998